# کرفلد

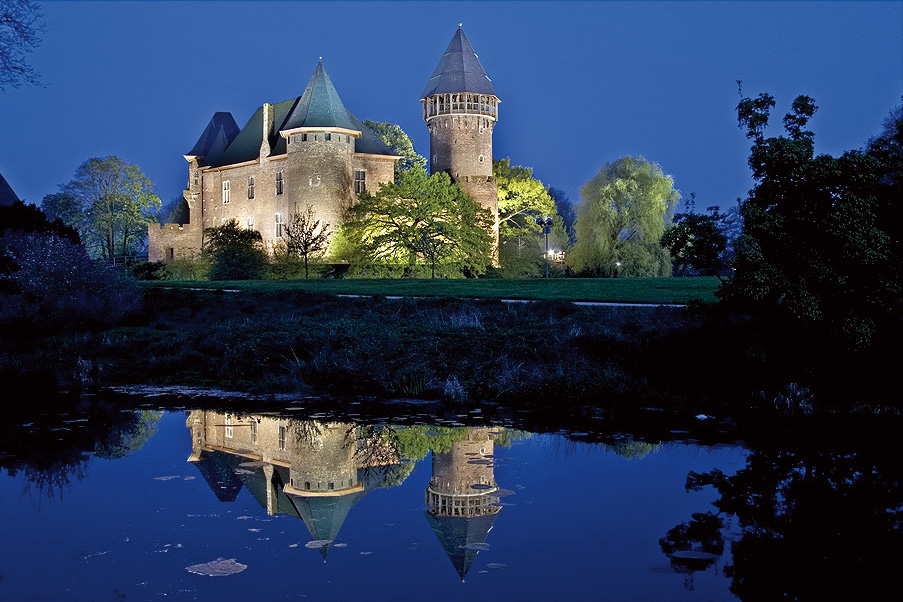
کرفلد.

کرفلد یکی از شهرهای ایالت نوردراین-وستفالن در غربی آلمان است. این شهر در ناحیهٔ جنوب غربی منطقه رور واقع شده و مرکز شهر تنها چند کیلومتر با رودخانهٔ راین فاصله دارد؛ به‌طوری‌که بخش «یوردینگن» به‌طور کلی در داخل این رودخانه واقع شده است.
شهر کرفلد از طریق بزرگراه به شهرهای کلن، نیجمگن، آخن، دوسلدورف، دورتموند و کاسل مرتبط می‌شود. این شهر همچنین به شهر مخملی و ابریشمی شهرت یافته است.
در بیش‌تر مناطق تازه‌تأسیس کرفلد مردم به م
مطالعه علاقه‌مندند. به طوری که در مراسم سالیانه‌ای از ۳۰ دبیرستان برگزیده و از دانش‌آموزان و والدین آن‌ها تجلیل می‌شود. امروزه در اطراف کرفلد آموزش زبان آلمانی رواج پیدا کرده است.